# اولا (جورجیا)
اولاً (به انگلیسی: Ola) یک منطقهٔ مسکونی در ایالات متحده آمریکا است که در شهرستان هنری، جورجیا واقع شده‌است.